# Szilágyi Réka
Szilágyi Réka (Szolnok, 1996. január 19. –) magyar gerelyhajító.

## Pályafutása
A 2015-ös ifjúsági világbajnokságon negyedik helyezést ért el. A 2016-os atlétikai Európa-bajnokságon nem jutott tovább a selejtezőből. 2018 októberétől Celjébe költözött és az olimpiai bajnok Sara Kolak trénere, Andrej Hajnšek vette át az edzései irányítását.
A 2019-es universiadén negyedik helyen végzett. A világbajnokságon 25. helyezést szerzett. 2019 júniusában először dobott 60 méter felett. 2020 szeptemberében a csapatbajnokságon 62,45 méterrel egyéni csúcsot hajított. A tokiói olimpián selejtezőcsoportjában 12. lett 57,39-es eredménnyel, összesítésben pedig a 25. helyen végzett.
A 2022-es atlétikai Európa-bajnokságon negyedik lett. A 2023-as vb előtt izomszakadása volt. Műtétre nem volt szükség, de az országos bajnokságot kihagyta. A világbajnokságon kiesett a selejtezőben. A vb-t követően két év után ismét Szlovéniában Hajnšek edző irányításával edzett. A szlovén téli dobó bajnokságon 60,26 métert ért el, amivel teljesítette az Európa-bajnokság nevezési szintjét.

## Eredményei
Magyar bajnokság
- Gerelyhajítás
  - aranyérmes: 2015, 2016, 2019, 2020, 2021, 2022